# ستيفان جلين
ستيفان جلين (بالفرنسية: Stéphane Joulin)‏ مواليد 6 يناير 1971 في ترير، هو لاعب كرة يد فرنسي سابق لعب كجناح أيمن. مثل منتخب فرنسا لكرة اليد في 111 مباراة. شارك في دورة الألعاب الأولمبية الصيفية سنة 1996.

## روابط خارجية
- ستيفان جلين على موقع الاتحاد الأوروبي لكرة اليد (الإنجليزية)
- ستيفان جلين على موقع أوليمبيديا (الإنجليزية)